# Stazione di Keisei Tsudanuma
La Stazione di Keisei Tsudanuma (京成津田沼駅?, Keisei Tsudanuma-eki) è una stazione ferroviaria della città di Narashino, nella prefettura di Chiba, in Giappone, e servente la linea principale Keisei e la linea Chiba delle ferrovie Keisei, e la linea Shin-Keisei. Presso questa stazione fermano tutte le tipologie di treni.

## Linee
Ferrovie Keisei
 Linea principale Keisei
 Linea Keisei Chiba
 Ferrovia Shin-Keisei
 Linea Shin-Keisei

## Struttura
La stazione è dotata di 6 binari (di cui 5 passanti e uno tronco) in superficie con tre banchine a isola collegate al fabbricato viaggiatori da un sovrappassaggio.
| 1-2               | Linea Keisei principale                                     | per Funabashi, Aoto, Nippori, Keisei Ueno per Oshiage, linea Asakusa e linea Keikyū principale |
| 3-4               | Linea Keisei principale                                     | per Yachiyodai, Keisei-Chiba e Narita Aeroporto                                                |
| 3-4               | Linea Keisei Chiba                                          | per Chiba-Chūō e Chiharadai                                                                    |
| 5                 | Linea Keisei Chiba                                          | per Chiba-Chūō e Chiharadai                                                                    |
| Linea Shin-Keisei | per Shin-Tsudanuma, Kita-Narashino, Shin-Kamagaya e Matsudo |                                                                                                |
| Linea Shin-Keisei | per Shin-Tsudanuma, Kita-Narashino, Shin-Kamagaya e Matsudo | 6                                                                                              |

## Stazioni adiacenti
| «                       | Servizio                                                     | »                       |
| Linea Keisei principale | Linea Keisei principale                                      | Linea Keisei principale |
| ----------------------- | ------------------------------------------------------------ | ----------------------- |
| Yatsu                   | ■ Locale                                                     | Keisei Ōkubo            |
| Funabashi-Keibajō       | ■ Rapido                                                     | Keisei Ōkubo            |
| Keisei Funabashi        | ■ Espresso Limitato ■ Esp. Lim. pendolari ■ Esp. Lim. Rapido | Yachiyodai              |
| Linea Keisei Chiba      |                                                              |                         |
| Shin-Tsudanuma          | ■ Locale                                                     | Keisei Makuhari-Hongō   |
| Linea Shin-Keisei       |                                                              |                         |
| Shin-Tsudanuma          | Locale                                                       | Keisei Makuhari-Hongō   |